# Jerzy Mańkowski (pisarz)
Jerzy Mańkowski (ur. 26 marca 1928 w Poznaniu, zm. 4 grudnia 1979 w Będzinie) – polski powieściopisarz, autor opowiadań i sztuk teatralnych, publicysta, krytyk teatralny, dziennikarz

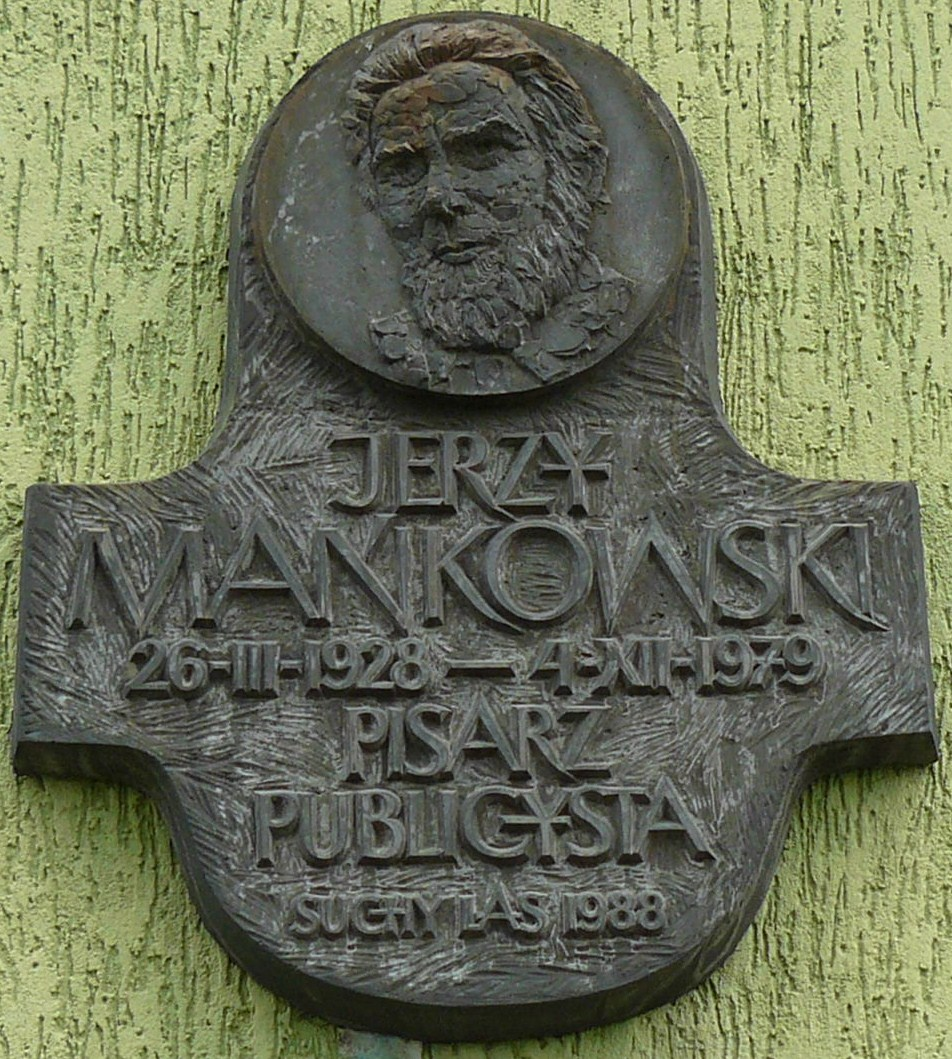
Pamiątkowa tablica z 1988 w Suchym Lesie na budynku biblioteki

## Życiorys
Ukończył studia na Wydziale Filologii Polskiej Uniwersytetu im. A. Mickiewicza – tytuł magistra filologii polskiej uzyskał za pracę „Wawrzyny na tle motywów lirycznych Leopolda Staffa”. Debiutował w 1949 roku (jeszcze jako uczeń liceum) opowiadaniem „Gajowy”, które ukazało się na łamach „Głosu Wielkopolskiego”. Pisarz, krytyk, publicysta, autor słuchowisk radiowych i widowisk telewizyjnych, animator kultury, patron Biblioteki Publicznej Gminy Suchy Las. Zostawił po sobie osiem powieści, wiele opowiadań, szkiców, artykułów publicystycznych i krytycznych, a także spektakli teatralnych.
Od 1953 do 1961 roku był redaktorem „Słowa Powszechnego” – Oddział Poznań, w latach 1961-1964 pracował w Wydziale Oświaty Pałacu Kultury w Poznaniu, od 1964 roku do 1979 roku (śmierci) kierował Redakcją Widowisk Teatralnych w Ośrodku Telewizji Polskiej w Poznaniu. W latach 60 był również jednym z inicjatorów i organizatorów plenerów plastycznych w Koninie. 
Został pochowany na Cmentarzu Junikowo w Poznaniu w Alei Zasłużonych.

## Prace literackie
Debiut książkowy:
- „Ballada sierpniowa” – Wydawnictwo Poznańskie 1966

Literacki debiut prasowy:
- opowiadanie „Gajowy” „Głos Wielkopolski” nr 246 z 7 września 1949

Opowiadania opublikowane:
- „Przebaczenie”
- „Matka”
- „Wiatraki”
- „Lipowe drewno”
- „Z pamiętnika”
- „Pani Lusia”
- „Zmierzch”
- „Smuga światła”
- „Pieśń ojca Ładysława”
- „Smutna zabawa”
- „Odlatują ptaki”
- „Hilda”
- „Jest takie miasto”
- „Zielone szkiełko jest różowe”
- „Spotkanie’
- „Absurdalna śmierć generała”
- „Martwa natura”
- „Nie może zabraknąć pająków”
- „Troje ludzi przy stoliku”

Powieści
- „Ballada sierpniowa” (Wydawnictwo Poznańskie – 1966, 1968, 1972);
- „Najpiękniej umiera gałąź” (Wydawnictwo Poznańskie – 1969, 1970, 1980, Instytut Wydawniczy CRZZ Warszawa – 1972, udźwiękowiona dla niewidomych – 1970, przekład na język bułgarski – 1977);
- „Zasypany piołunem ślad” (Wydawnictwo Poznańskie – 1971);
- „Anna w moim życiu” (Wydawnictwo Poznańskie – 1972, 1974, 1976, 1978, 1985, przekład na język niemiecki na cały obszar języka niemieckiego – 1977);
- „Miłość to potrafi” (Wydawnictwo Poznańskie – 1975);
- „Dwoje na wrzosowisku” (Wydawnictwo Poznańskie – 1977, 1979);
- „Nie nauczyłem się od ziemi” (Wydawnictwo Poznańskie – 1979);
- „Portret dziewanny smukłej” (Wydawnictwo Poznańskie – 1982).

Książki
- „Sto wierszy o nauczycielu i szkole”. Antologia wierszy poetów polskich. Wybór, opracowanie, słowo wstępne. Pałac Kultury w Poznaniu – 1962;
- „Poznań literacki. Książki i ludzie”. O poznańskim środowisku literackim. Omówienie twórczości, noty biograficzne i bibliograficzne, zdjęcia. Redakcja i współautorstwo. Pałac Kultury w Poznaniu – 1964;
- „Pisarze Wielkopolski”. Informator o poznańskim środowisku literackim. Noty biograficzne i bibliograficzne, zdjęcia. Współautorstwo. Wydawnictwo Poznańskie – 1971.

Utwory dramatyczne
- „Bajkowy samowar” (debiut). Widowisko noworoczne dla dzieci i młodzieży. Premiera – 30 października 1967;
- „Spoza gór i rzek”. Widowisko słowno-muzyczne. Teatr im. A. Fredro w Gnieźnie. Premiera – 26 października 1968.

Prace publicystyczne
- „Głos Wielkopolski”, Poznań (debiut 1949)
- „Słowo Powszechne”, Warszawa (1952-1958)
- „Słowo na Warmii i Mazurach”, Warszawa i Olsztyn (1952-1958)
- „Kierunki”, Warszawa (1959-1962)
- „Przegląd Literacki”, Poznań (1962)
- „Ziemia Kaliska”, Kalisz (1962)
- „Życie Literackie”, Kraków (1968)
- „Głos Wielkopolski”, Poznań (1949-1979)
- „Gazeta Poznańska”, Poznań (1952-1979)
- „Express Poznański”, Poznań
- „Tygodnik Kulturalny”, Warszawa (1962-1979)
- „Teatr”, Warszawa (1958)
- „Teatr Lalek”, Warszawa (1961)
- „Pomorze”, Bydgoszcz (1953, 1961)
- „Tygodnik Zachodni”, Poznań (1960)
- „IKP” (1961)
- „Odra” (1962)
- „Współczesność” (1963)
- „Dialog”, Warszawa
- „Zeszyty Wielkopolskie”, Poznań (1964-1972)
- „Kronika Wielkopolski”, Poznań (1972-1979)
- „Kronika Miasta Poznania”, Poznań
- „Nurt”, Poznań (1967-1979)
- „Tydzień”, Poznań (1977-1979)
- „Nowe Książki” (1979)
- „Poglądy” (1978)

Oprócz tego:
- „Katolik” (1952-1956)
- „Głos Katolicki” (1952-1956)
- „Zorza Świąteczna” (1952-1956)
- „Tygodnik Katolicki” (1952-1956)
- „Gość Niedzielny” (1951-1953)
- „Słowo Powszechne” (1952–1962)
- „Słowo na Warmii i Mazurach” (1952-1962)
- „WTK” (1956-1960)
- „Tygodnik Społeczno-Kulturalny Katolików” (1952-1962)
- „Nowy Nurt” (1958)

Dla radia i telewizji

Debiut radiowy: – opowiadania, program II PR, 13 grudnia 1960, „Zielone szkiełko jest różowe”, „Smutna zabawa”
Radio – program lokalny i ogólnopolski PR, opowiadania, fragmenty powieści, wywiady, recenzje teatralne i literackie, eseje kulturalne, cykl felietonów o tematyce morskiej, estrady poetyckie itp. między innymi w audycjach „Magazyn literacki”, „Cztery pory roku”, „Pisarz i książka”, „Portret pisarza” itd.
Debiut telewizyjny – „Czego chcą” – estrada poetycka. Emisja 1.05.1962.
Estrady poetyckie w TV:
- „Do ciebie miłości” – poezja miłosna (27.11.1967)
- „Ballady podwórkowe” (25.05.1967)
- „Kantata Bacha” (16.02.1967)
- „Brewiarz miłości” (15.09.1970)
- „Prometeusz w okowach” – poezja grecka (15.09.1970)
- Wiersze Bogusława Koguta (30.12.1970)
- „Spotkanie z Białą Damą” (30.07.1973)
- „Niedole miłowania” – widowisko telewizyjne opracowane na podstawie liryki staro-prowansalskiej (27.05.1973)
- „Pozdrawiam moje miasto” – w 28 rocznicę wyzwolenia Poznania (26.01.1974)
- Wiersze Haliny Poświatowskiej
- Poezja Leopolda Staffa
- „Niechby ta jedna nić” – wiersze K. Iłłakowiczówny, cz. I (1976), cz. II (11.03.1977)

Adaptacje dramatów na widowiska telewizyjne i opracowania redakcyjne:
- „Starsza siostra” – A. Wołodin (10.11.1967)
- „Szalona Julka” (5.07.1968)
- „Ojcowie” – W. Sobko (8.11.1968)
- „Urodziłem się w małej wiosce” – J. Wojciechowski (8.08.1969)
- „Ballada żołnierska” – J. Mańkowski (27.02.1970)
- „Śmierć Gubernatora” – A. Muller (6.07.1970)
- „Ten, który przechodzi” (6.11.1970)
- „Iwanow” (2.03.1971)
- „Rajski ogródek” – T. Różewicz (zapis 24.05.1971)
- „Trzeci wysoki dźwięk” (24.09.1971)
- „Sztandar” – J. Mańkowski (12.11.1971)
- „Ścisły nadzór” – J. Genet (3.12.1972)
- „Płaszcz” – I. Gogol (23.03.1973)
- „Śmierć Tariełkina” – Al. S. Kobylin (20.04.1973)
- „Nikt tak szaleńczo nie śpiewa” (28.06.1973)
- „Godiwa” – L. Staff
- „Zacisze” – B. Brezowski (25.07.1973)
- „Szósty dzień tworzenia” – St. Stampfl (3.06.1974)
- „A jak królem, a jak katem będziesz” – T. Nowak (13.12.1974)
- „Zykowowie” – M. Gorki (23.06.1975)
- „Mario czarodziej” – T. Mann
- „Mindowe” – J. Słowacki (19.03.1976)
- „Dzień dobry do widzenia” – A. Fugard (14.08.1976)
- „Puszkin” (22.03.1977)
- „Ostatnie dni” – M. Bułhakow (5.10.1977)
- „Na dnie” – M. Gorki (19.05.1978)
- „Milczenie” – St. Brzozowski (20.05.1978)
- „Rogacz wspaniały” – F. Crommelynck (4.12.1978)
- „Trismus” – S. Grochowiak (18.03.1979)
- „Prawdomówny kłamca” – G. Gorin (4.04.1979, 22.01.1984)
- „Armia Poznań” (11.09.1979)
- „Najzwyklejszy cud” – E. Szwarc (16.06.1980)
- „Noeli” – S. Grochowiak (2.09.1983)

Widowiska słowno-muzyczne
- „Reptularz muzyczny” – 1967
- Koncert Chóru Stuligrosza – 1967
- „Polskie pieśni...” – 1968
- Opera „Kalina” – 1968
- „Bal w operze” (adaptacja) – 1969
- „Mały wodewil”– 1969
- „Wesoła wojna” – 1969
- „Orfeusz” – 1969

Teatr małych form
- „Maria Magdalena” – 1968
- „Generał w nieudanym garniturze” – 1970
- „Śmierć ułana” (fragment powieści „Zasypany piołunem ślad” – 1970)
- „Księga dygresji” K. Iłłakowiczówny (scenariusz) – 1970
- „Pozdrawiam moje miasto” – 1973
- „Plączą się czasy, miejsca, nagrody i klęski” M. Kuncewiczowa (adaptacja) – 1973 i 1975
- „Historia o starym wdowcu z roku 1628 (moralitet)
- „Kwitnący głóg” – 1978
- „Dzień Zaduszny”, „Świętojańska opowieść”, „Morzysławska legenda”, „Na wojnę, na daleką”

Felietony, reportaże telewizyjne
- „Śladami miłości” – 1964
- „Święto Melpomeny” – 1965
- „Dwa teatry” – 1965
- „O świcie” – 1966
- „Po premierze’ – 1966
- „Kaliskie spotkania” – 1966
- „W młodych oczach” – 1967
- „Panorama literacka” – 1967
- „W gościnie u...” – 1967
- „Program literacko-muzyczny” – 1968
- „Dzień teatru” – 1968
- „Porozmawiajmy” – 1968
- „Lipcowe święto” – 1968
- „Pieśni historyczne” – 1968
- „Żołnierska rzecz’ – 1968
- „Teatr kościuszkowski” – 1968
- „Włoszakowice” – 1968
- „Człowiek-świat-polityka” – 1968
- „Autoportret z hiacyntem” – 1969
- „Międzynarodowy dzień teatru” – 1969
- „10 recenzji” – 1969
- „Pan Tadeusz” – 1969
- „Dług” – 1969
- „Szkoła janczarów” – 1970
- „Korzenie ziemi” – 1972
- „Pochwała głupoty” – 1972
- „Iłła” – 1972
- „Moja bajka” – 1973
- „Pamiętnikarze” – 1973
- „Ziemia Konińska” – 1973
- „W kręgu ścian” – 1973
- „Plebiscyt trwa” – 1974
- „Wiosna literacka’ – 1974
- „Wśród starych książek” – 1974
- „Spotkania literackie” – 1975
- „Naród sobie” – 1975
- „O twórczości K. Iłłakowiczówny” – 1976
- „Godzina E. Paukszty” – 1976
- „Nowe książki” – 1977
- „Kolęda, kolęda” – 1977
- „Poemat piastowski” – 1978

TV – programy cykliczne
- „Kronika kulturalna” – 1964
- „TV Przegląd Kulturalny” – 1964
- „Echo tygodnia” – 1965
- „Portrety” – 1965
- „Sezam muzyczny” – 1968-1970
- „Felieton literacki” – 1969
- „Wieczór z encyklopedią” – 1969
- „Zapraszamy do tańca” – 1968-1969
- „Kronika tygodnia” – 1969
- „Teleskop” 1973-1979 („Witryna księgarska” – 1973-1979)
- „Wielkopolska niedziela” – 1973-1975
- „Loża” – 1974-1975
- „Witraże” – 1974-1976
- „Lektury Pegaza” („Pegaz”) – 1975-1977
- „Panorama Lubuska” – 1964-1978
- „Notatnik domowy” – 1975-1976
- „Propozycje” (wieczór DTV) – 1977-1979

Nagrody
- Nagroda w konkursie literackim „Głosu Wielkopolskiego” na opowiadanie współczesne, za opowiadanie „Gajowy” (Poznań, 1949 rok);
- Druga nagroda (pierwszej nie przyznano) w konkursie literackim „Głosu Wielkopolskiego” na opowiadanie współczesne, za opowiadanie „Smutna zabawa” (Poznań, 1959 rok);
- Ogólnopolska Indywidualna Nagroda Literacka CRZZ za powieść „Najpiękniej umiera gałąź” (Warszawa, 1969 rok);
- Nagroda „Złotej Książki” w plebiscycie czytelniczym na najpoczytniejszą książkę pisarza środowiska poznańskiego za powieść „Najpiękniej umiera gałąź” (Poznań, 1969 rok);
- Nagroda „Srebrnej Książki” w plebiscycie czytelniczym na najpoczytniejszą książkę pisarza środowiska poznańskiego za powieść „Zasypany piołunem ślad” (Poznań, 1971 rok);
- Literacka Nagroda Indywidualna Miasta i Województwa Poznańskiego za całokształt twórczości literackiej (Poznań, 1975 rok);
- Druga nagroda (pierwszej nie przyznano) w Konkursie Rozgłośni Polskiego Radia w Poznaniu, Wydawnictwa Poznańskiego i Związku Literatów Polskich w Poznaniu na cykl małych form prozatorskich za opowiadanie „Absurdalna śmierć generała”, „Martwa natura”, „Nie może zabraknąć pająków” i „Troje ludzi przy stoliku” (Poznań, 1977 rok);
- Druga nagroda w ogólnopolskim zamkniętym konkursie literackim na powieść o tematyce górniczej zorganizowanym przez Ministerstwo Górnictwa i Związek Literatów Polskich za powieść „Nie nauczyłem się od ziemi” (Katowice, 1978 rok);
- Ogólnopolska Indywidualna Nagroda Literacka CRZZ (przyznana pośmiertnie) za powieść „Nie nauczyłem się od ziemi” (Warszawa, 1980 rok);
- Pierwsza nagroda w Poznańskim Konkursie Literackim przyznana pośmiertnie za powieść „Portret dziewanny smukłej” (Poznań, 1980 rok).

## Odznaczenia
- Odznaka 1000-lecia Państwa Polskiego (1961)
- Odznaka „Zasłużony Działacz Kultury” (1969)
- Odznaka honorowa „Za Zasługi w Rozwoju Województwa Poznańskiego” (1971)
- Medal 30-lecia Polski Ludowej (1974)
- Złoty Krzyż Zasługi (1976)
- Odznaka Honorowa Miasta Poznania (1976)
- Złota Odznaka „Zasłużony Działacz LOK” (1976)
- Odznaka Honorowa „Za zasługi dla Województwa Konińskiego” (1979)
- Złota Odznaka Honorowa „Za zasługi w rozwoju Województwa Pilskiego” (1979)
- Krzyż Kawalerski Orderu Odrodzenia Polski (pośmiertnie – 1979)